# Đình Dù
Đình Dù là một xã thuộc huyện Văn Lâm, tỉnh Hưng Yên, Việt Nam.

## Địa lý
Xã Đình Dù có vị trí địa lý:
- Phía đông giáp xã Minh Hải
- Phía tây giáp xã Trưng Trắc và xã Tân Quang
- Phía nam giáp xã Lạc Hồng
- Phía bắc giáp thị trấn Như Quỳnh và xã Lạc Đạo.

Xã Đình Dù có diện tích 4,47 km², dân số năm 2019 là 9.393 người, mật độ dân số đạt 2.100 người/km².

## Hành chính
Xã Đình Dù được chia thành 5 thôn: Thị Trung, Đình Dù, Xuân Lôi, Ngải Dương và Đồng Xá.
Thôn Đồng Xá được thành lập trên cơ sở phần đất nông nghiệp tại phía nam thôn Đình Tổ xã Đại Đồng. Cùng với thôn Đồng Xá xã Lạc Đạo, thôn Đồng Xá xã Đình Dù được đặt tên theo thôn Đồng Xá của xã Đại Đồng.

## Lịch sử
Trước đây, Đình Dù là một xã thuộc huyện Mỹ Văn.
Ngày 24 tháng 7 năm 1999, Chính phủ ban hành Nghị định 60/1999/NĐ-CP về việc chia huyện Mỹ Văn thành 3 huyện: Mỹ Hào, Văn Lâm và Yên Mỹ. Xã Đình Dù trực thuộc huyện Văn Lâm.

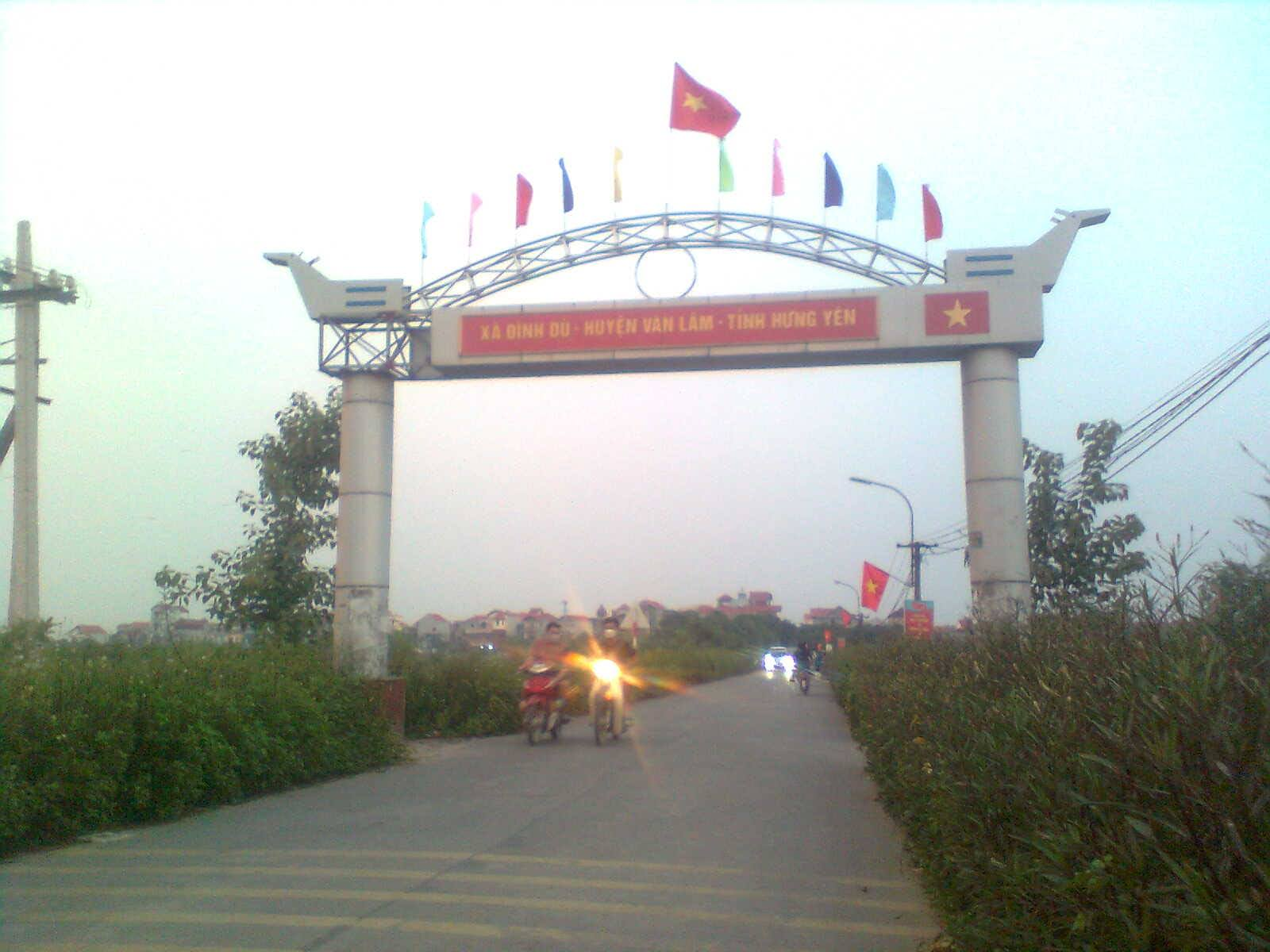
Cổng chào xã Đình Dù

Ngày 31 tháng 7 năm 2020, Bộ Xây dựng ban hành Quyết định 1005/QĐ-BXD công nhận khu vực phát triển đô thị trung tâm huyện Văn Lâm (gồm thị trấn Như Quỳnh và 5 xã: Đình Dù, Lạc Đạo, Lạc Hồng, Tân Quang, Trưng Trắc) được công nhận là đô thị loại IV.

## Kinh tế
Xã Đình Dù có vị trí thuận lợi giữa nhiều trục đường quan trọng (quốc lộ, tỉnh lộ). Một phần khu công nghiệp Phố Nối A nằm trên địa bàn xã. Chợ Đường Cái nằm cạnh quốc lộ 5 thuộc xã Đình Dù là nơi trao đổi buôn bán của xã và các khu vực lân cận. Hai thôn Thị Trung và Đình Dù tiếp giáp đường quốc lộ 5 do vậy hai thôn này có nhiều điều kiện thuận lợi để giao thương, phát triển kinh tế xã hội.

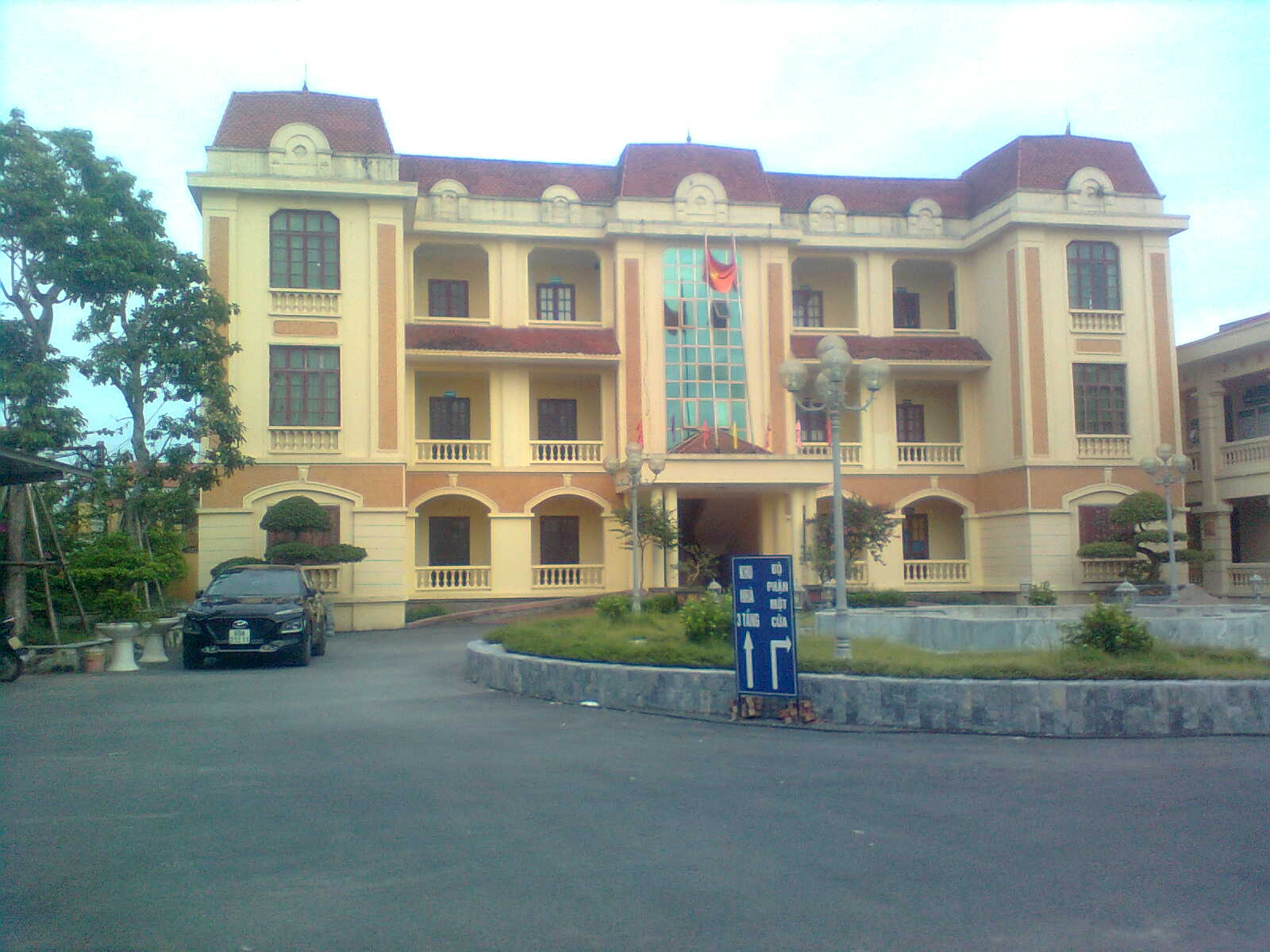
Trụ sở UBND xã Đình Dù

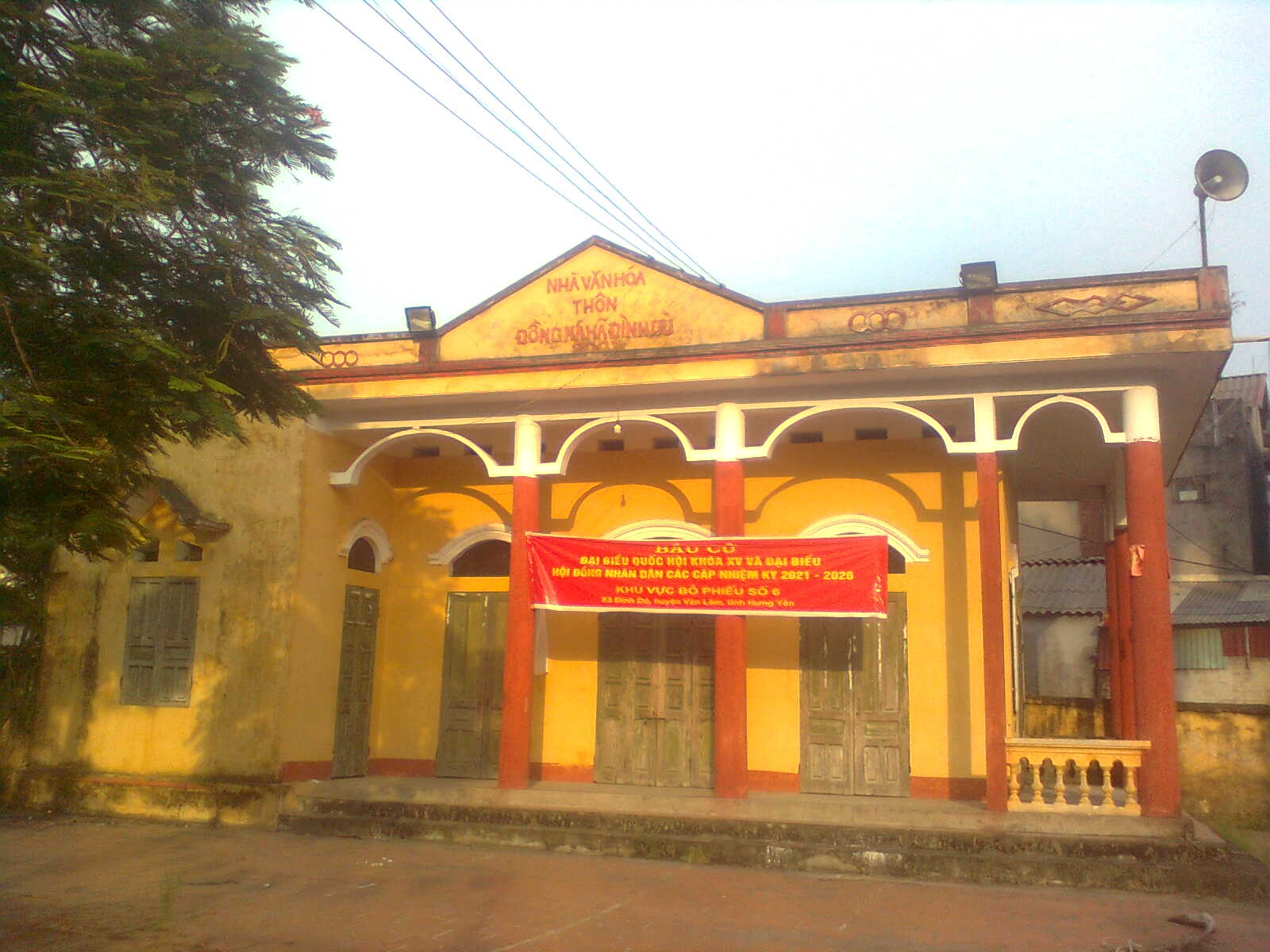
Nhà văn hóa thôn Đồng Xá

Thôn Xuân Lôi: làng nghề làm đậu phụ rất nổi tiếng ở khu vực, nơi đây cung cấp thực phẩm cho nhiều xã trong huyện. Thôn Thị Trung có nhiều hộ làm bún cung cấp cho địa phương và nhiều nơi xa hơn như ở Như Quỳnh, Hà Nội...
Thôn Ngải Dương: về mặt địa lý xa trung tâm hành chính của xã- ở đây có chi bộ Đảng thôn Ngải Dương - là một trong những (là một trong ba) chi bộ Đảng đầu tiên của tỉnh Hưng Yên.
Thôn Đồng Xá: là thôn mới được thành lập trên cơ sở đất nông nghiệp tại phía nam thôn Đình Tổ xã Đại Đồng, do đó đây là thôn cách xa trung tâm xã nhất. 
Với sự phát triển của đa dạng của kinh tế địa phương từ công nghiệp, thương mại, dịch vụ, làng nghề... đã tạo cho bộ mặt các thôn xóm trong xã khá khan trang, đời sống nhân dân cũng được nâng lên rõ rệt. Xã Đình Dù nằm trong khu vực thị trấn Như Quỳnh mở rộng đã được Bộ xây dựng công nhận là đô thị loại IV ngày 31/7/2020 theo quyết định 1005/ QD- BXD.

## Giao thông
Xã Đình Dù nằm ở gần trung tâm của huyện Văn Lâm cách trung tâm Hà Nội 20 km về phía đông. Có Quốc lộ 5 chạy qua đoạn km 16, tỉnh lộ 206 trong khu công nghiệp Phố Nối A, tỉnh lộ 385. Xã có một đoạn ngắn đường sắt Hà Nôi - Hải Phòng chạy qua.